# Was kostet die Welt?
Was kostet die Welt? ist das vierte Soloalbum des deutschen Rappers Eko Fresh. Es erschien am 25. Juni 2010 über die Labels Seven Days Music, Sony Music und German Dream.

## Produktion
Fast das gesamte Album wurde von dem Musikproduzent Phat Crispy produziert, der 14 Beats beisteuerte. Zwei Produktionen stammen von Monroe. Weitere Lieder wurden von Serious Sam, Vajna und Allrounda produziert.

## Covergestaltung
Das Albumcover zeigt Eko Fresh, der einen schwarzen Anzug mit Krawatte sowie einen Zylinder trägt. Im Vordergrund befinden sich die Schriftzüge Eko Fresh und Was kostet die Welt? in Orange bzw. Weiß. Im Hintergrund ist eine dunkelgraue Wand zu sehen.

## Gastbeiträge
Auf neun Liedern des Albums treten neben Eko Fresh andere Künstler in Erscheinung. So ist der Rapper Sentino am Song Der Ghostwriter beteiligt, während der Sänger G-Style auf Microphone Checker zu hören ist. Der Komiker Stefan Lust hat einen Gastauftritt beim Track Ich komm krass, und der Sänger CJ Taylor arbeitet mit Eko Fresh auf Heb ab zusammen. Widerstand stellt eine Zusammenarbeit mit den Rappern Farid Bang, Summer Cem und Bass Sultan Hengzt dar, wobei Farid Bang zudem auf dem Track GD Anthem vertreten ist, und Summer Cem Eko Fresh des Weiteren auf Antigaranti 4 Life 2020 unterstützt. Das Stück Happy End (Ende gut, alles gut) ist eine Kollaboration mit dem Sänger Ado Kojo, während der Sänger Cetin einen Gastbeitrag auf Königin der Nacht hat.

## Titelliste
| #  | Titel                           | Gastbeiträge                               | Produzent                | Länge |
| -- | ------------------------------- | ------------------------------------------ | ------------------------ | ----- |
| 1  | Intro                           |                                            | Phat Crispy              | 2:27  |
| 2  | Der Don III                     |                                            | Phat Crispy              | 3:58  |
| 3  | Microphone Checker              | G-Style                                    | Phat Crispy              | 3:27  |
| 4  | 1 Mann Orchester                |                                            | Phat Crispy              | 4:05  |
| 5  | Arschloch                       |                                            | Phat Crispy              | 4:11  |
| 6  | Ich komm krass                  | Stefan Lust                                | Vajna                    | 3:31  |
| 7  | GD Anthem                       | Farid Bang                                 | Phat Crispy              | 3:40  |
| 8  | Der Ghostwriter                 | Sentino                                    | Phat Crispy              | 4:01  |
| 9  | Serious vs. Crispy Skit         |                                            | Serious Sam, Phat Crispy | 0:48  |
| 10 | Heb ab                          | CJ Taylor                                  | Phat Crispy              | 3:22  |
| 11 | Antigaranti 4 Life 2020         | Summer Cem                                 | Phat Crispy              | 3:50  |
| 12 | Wieder Fresh (V.B.Z.P.Z.)       |                                            | Monroe                   | 3:46  |
| 13 | Ek lass nach                    |                                            | Monroe                   | 4:26  |
| 14 | Was kostet die Welt             |                                            | Phat Crispy              | 3:16  |
| 15 | Königin der Nacht               | Cetin                                      | Phat Crispy              | 3:38  |
| 16 | Widerstand                      | Summer Cem, Farid Bang, Bass Sultan Hengzt | Phat Crispy              | 3:48  |
| 17 | Happy End (Ende gut, alles gut) | Ado Kojo                                   | Phat Crispy, Allrounda   | 4:17  |
| 18 | Frei wie ein Vogel (Bonustrack) |                                            | Serious Sam              | 3:37  |

## Chartplatzierungen und Singles
Was kostet die Welt? stieg am 9. Juli 2010 auf Platz 36 in die deutschen Albumcharts ein und verließ die Top 100 in der folgenden Woche wieder. In der Schweiz erreichte das Album Rang 97, während es in Österreich die Charts verpasste.
Als Doppel-Single wurden am 4. Juni 2010 die Songs Königin der Nacht und Arschloch veröffentlicht. Die Auskopplung erreichte Platz 94 der deutschen Charts. Neben den beiden Musikvideos zur Single erschien auch ein Video zum Lied GD Anthem.

## Rezeption
| Professionelle Bewertungen | Professionelle Bewertungen |
| -------------------------- | -------------------------- |
| Kritiken                   |                            |
| Quelle                     | Bewertung                  |
| laut.de                    | [ 5 ]                      |

Dani Fromm von laut.de bewertete Was kostet die Welt? mit nur einem von möglichen fünf Punkten. Sie bezeichnet den Inhalt des Albums als „langweilig, ausgelutscht und absehbar, in einigen Momenten schlicht als widerwärtig“. Die Produktionen von Phat Crispy seien „fade Beats mit ausgeleierten Effekten aus der gängigen Elektro-Heimorgel“. „Einzig "Der Ghostwriter" und die German Dream-Betriebsversammlung "Widerstand" geraten einigermaßen passabel“ und trösteten „über die inhaltliche Ödnis“ hinweg.